# Bukochosho
La Insignia Al Mérito Militar (陸軍武功徽章; Rikugun Bukōkishō; Medalla De Mérito Militar Del Ejército), comúnmente llamada Bukōshō (武功章; Medalla De Mérito En Combate) fue una condecoración militar del Imperio del Japón, establecida el 7 de diciembre de 1944 por edicto imperial. Fue otorgada por el Ejército Imperial Japonés a los soldados vivos que habían mostrado un valor excepcional en la batalla. Los aviadores, especialmente los pilotos de combate que defendían a Japón contra los bombarderos enemigos, tenían más probabilidades de ganar la condecoración. Se otorgaron ochenta y nueve Bukōshō durante los ocho meses en los que estuvo implantada.

## Antecedentes
La Orden del Milano Dorado había servido durante décadas como un premio militar reconocido de las fuerzas armadas japonesas, y era la única orden japonesa que se otorgaba exclusivamente a los militares (la Orden del Sol Naciente y la Orden del Tesoro Sagrado también se otorgaba a civiles). Sin embargo, el proceso mediante el cual se otorgaba la Orden del Milano Dorado era muy largo: de hecho, se otorgaba a los militares que habían muerto en servicio, mientras que el resto normalmente se otorgaba solo después del final de una guerra, por servicios durante todo el conflicto. A medida que avanzaba la Segunda Guerra Mundial, se hizo evidente que existía la necesidad de promover la moral entre las unidades militares activas recompensando los actos de valor con mayor facilidad. Con este fin, el Ejército Imperial Japonés sugirió la Bukōchōshō como una decoración alternativa para los destinatarios vivos que habían demostrado el mayor valor en combate, para que los comandantes de división en el campo los otorguen mucho más rápidamente. El emperador Hirohito estableció la condecoración el 7 de diciembre de 1944, el tercer aniversario de los ataques a Hong Kong y Pearl Harbor, que habían marcado el inicio de la guerra del Pacífico en general.

## Condecoración
La Bukōshō (como se la conocía popularmente) se presentaba en dos clases, llamadas A y B, o Primera y Segunda. Vagamente parecido a la Cruz de Hierro de primera clase, la Bukōshō era una insignia con alfiler, fundida en hierro o acero, con dos escudos (en dorado para Clase A, bronceado para Clase B) formando una cruz, con un estandarte dorado en el centro. con los dos caracteres kanji "Bukō" (Mérito Militar). El reverso (nuevamente en dorado para la Clase A, bronceado para la Clase B) tenía los seis caracteres kanji en dos columnas "Rikugun/Bukōchōshō" (Ejército/Insignia al Mérito Militar). Ambas clases tenían el mismo tamaño: 50 mm de alto y 40 mm de ancho.
Se permitió que la Bukōshō se diera retroactivamente a los soldados que se habían distinguido ya en 1941 o quizás en 1940. En la práctica, la condecoración se otorgó de manera desproporcionada a los pilotos de combate que volaban contra los Boeing B-29 Superfortress estadounidenses que bombardeaban la patria japonesa. Los primeros tres hombres en ganar el premio fueron Toru Shinomiya, Masao Itagaki y Matsumi Nakano, pilotos del caza Kawasaki Ki-61 conocido por los Aliados como "Tony". El 3 de diciembre de 1944, los tres hombres tuvieron éxito en ataques aéreos muy arriesgados. Otro piloto, Masao Itagaki, embistió con éxito los B-29 en dos ocasiones para ganar dos Bukōshō. Inusualmente, el Ejército Imperial Japonés otorgó la Bukōshō a al menos un aviador de la Armada Imperial Japonesa, por su valiente acción en la batalla del Mar de Filipinas del 19 al 20 de junio de 1944.

## Condecorados

### Primera Clase
- Tadao Sumi, piloto de combate.[5]

### Segunda Clase
- Isamu Kashiide, piloto de combate
- Isamu Sasaki, piloto de combate[5]

### Clase desconocida
| - Toru Shinomiya, piloto de combate - Masao Itagaki, piloto de combate - Matsumi Nakano, piloto de combate - Kuniyoshi Tanaka, piloto de combate - Satohide Kohatsu, piloto de combate - Yoshio Yoshida, piloto de combate - Tohru Shinomiya, piloto de combate - Sadamitsu Kimura, piloto de combate - Shigeyasu Miyamoto, piloto de combate | - Kenji Fujimoto, piloto de combate - Teruhiko Kobayashi, piloto de combate - Chuichi Ichikawa, piloto de combate - Takashi Nakai, piloto de combate - Tomojiro Ogawa, piloto de combate - Makoto Ogawa, piloto de combate - Yasushi Miyamotobayashi, piloto de combate - Isamu Hoya, piloto de combate - Yojiro Ohbusa, piloto de combate | - Totaro Ito, piloto de combate - Koki Kawamoto, piloto de combate - Mitsuo Oyake, piloto de combate - Naoyuki Ogata, piloto de combate - Sargento mayor Kobayashi, batalla de Mindanao - Primer teniente Oki, batalla de Mindanao - Comandante Terao Kisaemon, batalla de Mindanao |